# Zürcher Journalistenpreis
Der Zürcher Journalistenpreis wurde 1980 vom Zürcher Presseverein (ZPV) gestiftet. Der Preis soll einen konkreten Beitrag zur Förderung der journalistischen Qualität in der deutschsprachigen Schweiz leisten.

## Jury und Regularien
Es werden jährlich drei Preise verliehen. Zusätzlich kann die Jury einen Preis für das Gesamtwerk vergeben. Bis 2017 beschränkte er sich auf Veröffentlichungen in den Kantonen Zürich und Schaffhausen. Seit 2018 sind alle Arbeiten, die in einem Print- oder Online-Medium in der Deutschschweiz veröffentlicht worden, zugelassen. Im gleichen Jahr wurde auch ein Newcomer-Preis ins Leben gerufen.
Die Jury des Zürcher Journalistenpreises besteht aktuell (2023) aus: Präsident Hannes Britschgi (Journalist), Lisa Feldmann (Autorin), Nina Jecker (Basler Zeitung), Christina Neuhaus (Neue Zürcher Zeitung), Hansi Voigt (Journalist) und Paula Scheidt (Das Magazin). Ehemalige Jury-Mitglieder sind unter anderem Susan Boos (WOZ), Fredy Gsteiger (Schweizer Radio SRF), Margrit Sprecher (Publizistin), Marco Meier (Publizist und Philosoph), Susanne Mühlemann (Bilanz) und Adolf Muschg (Schriftsteller und Literaturwissenschaftler).
Dem Stiftungsrat gehören aktuell (2023) an: Präsident Hannes Britschgi (Journalist), Riccarda Mecklenburg (Publizistin, Dozentin), Marco Boselli (Tamedia) und Daniel Wechlin (NZZ). Ehemalige Stiftungsratsmitglieder sind u. a. Präsident Andrea Masüger (Somedia), Kaspar Loeb (Kommunikationsberater), Rainer Stadler (NZZ), David Strohm (NZZ am Sonntag), Präsident Christoph Born (Medienanwalt), Esther Girsberger (Publizistin, speakers.ch) und Manuela Nyffenegger.

## Preisträger

### Seit 2020
- 2024: Susan Boos (Preis Gesamtwerk), Cedric Fröhlich und Quentin Schlapbach (Berner Zeitung), Birgit Schmid (Neue Zürcher Zeitung), Daniel Strassberg (Republik), Kilian Marti (Newcomer-Preis)
- 2023: Peter Haffner (Preis Gesamtwerk), Adrienne Fichter und Ivan Ruslyannikov (Republik), Janique Weder (Neue Zürcher Zeitung), Sarah Serafini (watson.ch), Matthias Venetz (Newcomer-Preis)
- 2022: Roger Schawinski (Preis Gesamtwerk), Yves Demuth (Beobachter), Angelika Hardegger (Neue Zürcher Zeitung), Rebecca Wyss (SonntagsBlick), Finn Schlichenmaier (Newcomer-Preis)
- 2021: Hanspeter Guggenbühl (Preis Gesamtwerk), Christoph Gertsch und Mikael Krogerus (Das Magazin), Christopher Gilb (Luzerner Zeitung), Katharina Bracher und Sacha Batthyany (NZZ am Sonntag), Samuel Tanner (Newcomer-Preis)
- 2020: Carole Koch und Boas Ruh (NZZ am Sonntag), Thomas Schlittler (SonntagsBlick), Christian Zeier (Das Magazin), Daniel Faulhaber (Newcomer-Preis)

### 2010–2019
- 2019: Klara Obermüller (Preis Gesamtwerk), Fabian Eberhard (SonntagsBlick), Reto U. Schneider (NZZ Folio), Claudia Rey (Neue Zürcher Zeitung), Kevin Brühlmann (Newcomer-Preis)
- 2018: Peter Studer (Preis Gesamtwerk), Barbara Klingbacher (NZZ Folio), Christian Keller (Basler Zeitung), Alexandre Haederli, Catherine Boss, Christian Brönnimann, Hannes von Wyl, Julie Jeannet, Marie Parvex, Mario Stäuble und Oliver Zihlmann (Tages-Anzeiger, SonntagsZeitung & Newsnet), William Stern (Newcomer-Preis)
- 2017: Rita Flubacher (Preis Gesamtwerk), Anja Jardine (Neue Zürcher Zeitung), Daniel Ryser (WOZ Die Wochenzeitung), Claudia Senn (annabelle),
- 2016: Felix E. Müller (Preis Gesamtwerk), Paula Scheidt (Das Magazin), Markus Häfliger und Thomas Preusse (Neue Zürcher Zeitung), Federico Franchini, Hannes Grassegger und Daniel Puntas Bernet (Reportagen)
- 2015: Arnold Hottinger (Preis Gesamtwerk), Christian Brönnimann (Tages-Anzeiger), Andrea Jeska (NZZ am Sonntag), Manuel Bühlmann und Oliver Wietlisbach (watson.ch)
- 2014: Frank A. Meyer (Preis Gesamtwerk), Simone Rau (Tages-Anzeiger), Mark Dittli (Das Magazin), Alex Baur (Die Weltwoche)
- 2013: Köbi Gantenbein (Preis Gesamtwerk), Rico Czerwinski (Das Magazin), Iwan Städler (Tages-Anzeiger), Susi Stühlinger (WOZ Die Wochenzeitung)
- 2012: Gion Mathias Cavelty (Tages-Anzeiger), Daniel Ammann (Die Weltwoche), Julia Hofer (annabelle), Joel Bedetti (Zürcher Studierendenzeitung)
- 2011: Michael Meier (Preis Gesamtwerk), Dagmar Appelt (Der Landbote), Katharina Baumann (Der Landbote), Otto Hostettler und Dominique Strebel (Beobachter), Maurice Thiriet (Nachwuchspreis). Thiriets Preisbeitrag über die vermeintliche Astronautin Barbara Burtscher wurde unter anderem von der Medienwoche kritisiert, weil Thiriet den Blog eines DRS2-Wissenschaftsjournalisten nicht als vermeintlich «zentrale Inspirationsquelle» nannte.[1] Barbara Burtscher klagte gegen Thiriet, am 24. Oktober 2012 wurde er in erster Instanz wegen übler Nachrede verurteilt.[2]
- 2010: Balz Bruppacher (Preis Gesamtwerk), Viktor Dammann (Blick), Mathias Ninck (Das Magazin), Christian Kündig und Lukas Messmer (Zürcher Studierendenzeitung)

### 2000–2009
- 2009: Bernard Imhasly (Preis Gesamtwerk), Catherine Boss, Martin Stoll und Karl Wild (SonntagsZeitung), Roland Bingisser (Schweizer Familie), Dinu Gautier (WOZ)
- 2008: Rainer Stadler (Preis Gesamtwerk), Constantin Seibt (Tages-Anzeiger), Anja Jardine (Neue Zürcher Zeitung), Daniel Ryser (WOZ)
- 2007: Karl Lüönd (Preis Gesamtwerk), Charlotte Jacquemart und Daniel Hug (NZZ am Sonntag),  Christian Schmidt (Die Weltwoche), Bruno Ziauddin (Die Weltwoche), Marcel Hänggi (WOZ), Gabrielle Kleinert (SonntagsBlick)
- 2006: Peter Baumgartner (Preis Gesamtwerk), René Brunner (Alltag/Kleine Form), Peer Teuwsen (Das Magazin), Hansi Voigt und Ursula Gabathuler (Beobachter), Christoph Scheuring (SonntagsBlick Magazin), Karin Wenger (Neue Zürcher Zeitung)
- 2005: Manfred Papst (Alltag/Kleine Form), Thomas Angeli und Daniel Benz (Beobachter), Rico Czerwinski (Das Magazin), Nico Renner (Der Landbote), Meinrad Ballmer und Marco Zanchi (Tages-Anzeiger)
- 2004: Auslandredaktion der NZZ (Preis Gesamtwerk), Daniele Muscionico (Alltag/Kleine Form), Jean-Martin Büttner (Tages-Anzeiger), Markus Schneider (Die Weltwoche), Andreas Schürer (Zürichsee-Zeitung), Bruno Vanoni (Tages-Anzeiger)
- 2003: Margrit Sprecher (Preis Gesamtwerk), Daniel Germann (Alltagspreis), Cornelia Kazis (Neue Zürcher Zeitung), Michael Marti (Neue Zürcher Zeitung), Bernhard Odehnal (Die Weltwoche), René Staubli (Die Weltwoche)
- 2002: Jürg Ramspeck (Preis Gesamtwerk), Jürg Rohrer (Alltagspreis), Arthur Rutishauser (SonntagsZeitung), Patrik Landolt, Stephan Ramming, Anna Schindler und Georg Seeßlen (WOZ), Ursula von Arx (NZZ Folio), Peter Ackermann (annabelle)
- 2001: Martin Beglinger (Das Magazin), Alexej Djomin und Andri Bryner (Der Landbote), Lisbeth Herger (Neue Zürcher Zeitung), Rahel Stauber und Urs Rauber (Beobachter), Oswald Iten (Swissairpreis)
- 2000: Beat Kraushaar und Martin Meier (SonntagsBlick), Irena Brežná (Die Weltwoche), Nicole Müller (Neue Zürcher Zeitung), Richard Reich (Neue Zürcher Zeitung), Miklós Gimes (Swissairpreis)

### 1990–1999
- 1999: Daniel Ganzfried (Die Weltwoche), Brigitte Hürlimann (Neue Zürcher Zeitung), Beat Kappeler (Die Weltwoche), Bernhard Raos (Beobachter), Urs Rauber (Beobachter), Werner Lüdi (Swissairpreis)
- 1998: Fredi Lerch (WOZ), Christoph Keller (Das Magazin), Christoph Neidhart (NZZ-Wochenendbeilage), Alfred Schlienger (Neue Zürcher Zeitung), Peter Haffner (Swissairpreis)
- 1997: Pia Horlacher (Neue Zürcher Zeitung), Thomas Meister (WOZ), Bruno Ziauddin (Das Magazin), Finn Canonica (Swissairpreis)
- 1996: Irène Dietschi (Das Magazin), Lukas Lessing und Ute Mahler (Das Magazin), Bernard Senn (Du), Ronald Sonderegger (SonntagsZeitung), Peer Teuwsen und Reto Klink (Das Magazin), Peter Sidler und Daniel Schwartz (Swissairpreis)
- 1995: Erwin Haas (Zürcher Oberländer), Erwin Koch (Das Magazin), Herbert Cerutti (NZZ Folio), Regula Heusser-Markun (Neue Zürcher Zeitung), Richard Stoffel (Der Bund), Martin Frischknecht (Swissairpreis)
- 1994: Herbert Fischer (Blick), Peter Haffner (NZZ Folio), Stefan Keller (WOZ), Willi Wottreng (Neue Zürcher Zeitung), Brigitte Hürlimann und Giorgio von Arb (Swissairpreis)
- 1993: Sepp Moser (Die Weltwoche), Kaspar Schnetzler (NZZ-Wochenendbeilage), Barbara Suter (Anzeiger von Uster), Walter Sturzenegger (Der Landbote), Edith Zweifel (Anzeiger von Uster), Antonio Cortesi und Thomas Burla (Tages-Anzeiger), Peter Pfrunder (Swissairpreis)
- 1992: Christine Fivian-Isliker (Zürcher Unterländer), Erwin Koch (Das Magazin), Patrik Landolt (WOZ Die Wochenzeitung), Mix Weiss und Nadia Bindella (NZZ-Wochenendbeilage), Hans Caprez (Beobachter), Linus Reichlin (WOZ Die Wochenzeitung), Regula Heusser-Markun (Swissairpreis)
- 1991: Peter Hufschmid, Christoph Keller, Christina Karrer, Ernst Hunziker, Guerino Mazzola, Isolde Schaad
- 1990: Ursula Binggeli, Colomba Feuerstein, Urs Haldimann, Toni Lanzendörfer und Josef Rennhard (Beobachter), Al Imfeld (WOZ), Stefan Keller (WOZ), Hedi Wyss (Neue Zürcher Zeitung), Hanspeter Bundi (Neue Zürcher Zeitung)

### 1981–1989
- 1989: Beat Allenbach, Hansjörg Utz und Rolf Wespe (Tages-Anzeiger), Alois Bischof (Das Magazin), Niklaus Meienberg (WOZ), Jürg Rohrer (Der Landbote)
- 1988: Werner Catrina (Die Weltwoche), Barbara Vonarburg (Tages-Anzeiger Magazin), Christoph Neidhart (TransAtlantik)
- 1987: Christian Speich, Jürg Frischknecht, Martin Born
- 1986: Markus Mäder und Verena Eggmann (Neue Zürcher Zeitung), Hans Caprez (Beobachter), Klaus Vieli (Schweizer Illustrierte), Benedikt Loderer (Tages-Anzeiger)
- 1985: Margrit Sprecher (Die Weltwoche), Herbert Cerutti (Neue Zürcher Zeitung), Artur K. Vogel (Tages-Anzeiger)
- 1984: Dieter Bachmann (Tages-Anzeiger Magazin), Georg Gerster (Neue Zürcher Zeitung), Anna-Christina Gabathuler (Spezialpreis)
- 1983: Andreas Kohlschütter (Die Weltwoche), Gisela Blau (Blick), Gottlieb F. Höpli (Neue Zürcher Zeitung), Peter Meier (Tages-Anzeiger)
- 1982: Wilfried Maurer, Hans Moser und Edmund Ziegler (Tages-Anzeiger), Caroline Ratz (Züri Leu), John Häberli (Zürcher Oberländer)
- 1981: Hugo Bütler (Neue Zürcher Zeitung), Peter Frey (Tages-Anzeiger Magazin), Urs P. Gasche (Tages-Anzeiger)